# Lutz Reitemeier
Lutz Reitemeier, né en 1963 à Stuttgart (Allemagne), est un directeur de la photographie allemand qui travaille dans des films de long métrage et le cinéma documentaire.

## Filmographie partielle

### Au cinéma
- 2004 : Jing zhe
- 2006 : Le Mariage de Tuya
- 2009 : La Tisseuse
- 2010 : Apart Together
- 2011 : Bailuyuan
- 2012 : Wadjda
- 2015 : Halal Love

## Récompenses et distinctions
- 2012 : Ours d'argent de la meilleure contribution artistique pour Bailuyuan[1]